# Arrivedorci (singolo)
Arrivedorci è un singolo del gruppo musicale italiano Elio e le Storie Tese, pubblicato il 7 febbraio 2018 come primo estratto dall'album omonimo.
Con questo brano il gruppo ha partecipato al 68º Festival di Sanremo, classificandosi al ventesimo ed ultimo posto.
La canzone, nella sua versione digitale, vede la partecipazione dei Neri per Caso.

## Tracce
Download digitale
1. Arrivedorci (feat. Neri per Caso) – 4:07